# Туркмено-Хорасански планини
Туркмено-Хорасанските планини (на руски: Туркмено-Хорасанские горы) е планинска система, част от Алпо-Хималайската планинска система, разположена предимно на територията на Североизточен Иран (историко-географската област Хорасан) и по-малка част в Южен Туркменистан. На запад се свързва с планинската верига Елбурс, а на изток дълбоката долина на река Теджен ги отделя от планинската система на Паропамиз в Афганистан. Дължина от северозапад на югоизток около 650 km, ширина до 150 km. Надморската височина варира от 1500 до 2000 m – максимална връх Кенгзошк 3314 m (36°16′51″ с. ш. 59°02′58″ и. д. / 36.280833° с. ш. 59.049444° и. д.), издигащ се в хребета Биналуд. Дългата полоса от долини и котловини на реките Атрек (влива се Каспийско море) и Кешефруд (ляв приток на Теджен) дели Туркмено-Хорасанските планини на две обособени части: планината Копетдаг на североизток и т.н. Нишапурски планини на югозапад.
Туркмено-Хорасанските планини са част от северната периферия на Алпо-Хималайската геосинклинална област. Те представляват система от дъгообразно разположена блоково-нагъната структура, в състава на която от север на юг се обособяват: мегаантиклинория на планината Копетдаг на север, Кучано-Мешхедското плиоцено-антропогенно понижение в средата и мегаантиклинория Аладаг-Шахджехан-Биналуд на юг. Доалпийския фундамент на планините е представен от докамбрийски геосинклинални метаморфни скали, палеозойски субплатформени формации и ефузивно-седиментни формации от горния палеозой и триаса. Алпийският комплекс е образуван от юрски, кредни и палеогенски геосинклинални формации, а също и от орогенни формации от горния олигоцин и антропогена. Целият район се отличава със своята висока сеизмичност. Във връзка с геоложкия строеж на планинската система са свързани и находищата на полезни изкопаеми: каменни въглища (Мездене-Мешмейе-Гол), полиметални руди (Фериман, Форумед), строителни материали и големите газови находища в Хангиран и Серахс.